# Kgalagadi (langue)
Pour les articles homonymes, voir Kgalagadi.
Le kgalagadi est une langue bantoue parlée au Botswana. Elle fait partie du groupe des langues sotho-tswana.